# オズの魔法使い (2011年のミュージカル)
『オズの魔法使い』（オズのまほうつかい、The Wonderful Wizard of Oz）は、1939年の映画『オズの魔法使』を基にし、アンドルー・ロイド・ウェバーとジェレミー・サムズが脚本を務めたミュージカル。映画版で使用されたハロルド・アーレンとエドガー・イップ・ハーバーグの曲およびウェバー作曲による新曲および追加曲、ティム・ライスによる追加歌詞が使用されている。
2011年、ウエスト・エンドにてジェレミー・サムズ演出により、2月7日からプレビュー公演が行なわれ、3月1日から2012年9月2日まで本公演が行なわれた。ドロシー・ゲイル役にダニエル・ホープ、オズの大魔法使い役にマイケル・クロフォード、西の悪い魔女役にハンナ・ワディンガムがオリジナル・キャストとして配役された。火曜夜公演のみドロシー役で出演していたソフィ・エヴァンズが2012年2月から本役となった。2010年、リアリティ番組『Over the Rainbow 』でドロシー役のオーディションが行なわれ、ホープが優勝、エヴァンズが準優勝となっていたのである。2012年、カナダでも『Over the Rainbow 』でオーディションが行なわれ、12月から2013年8月までトロント公演が上演され、その後、北米ツアー公演が上演された。2017年4月、オーストラリア・ツアー公演が発表され、クイーンズランド・パフォーミング・アーツ・センター内リリック・シアターで開幕し、シドニー・キャピトル・シアターで1シーズン上演されたあと、アデレード・フェスティバル・シアターに移行した。オズの大魔法使い役にアンソニー・ウォーロウ、北の良い魔女グリンダ役にルーシー・デュラック、西の悪い魔女役にジェマ・リックスが配役された。

## 背景
1900年に発表された原作『オズの魔法使い』の作者ライマン・フランク・ボーム自身により、1902年、『オズの魔法使い』として初めてミュージカル化された。悪い魔女やトトが登場せず、新たな登場人物が加えられるなど、原作を大まかに基にしている。シカゴで初演され、翌年ブロードウェイでも成功を収め、その後9年間におよぶツアー公演も行なわれた。1939年、より原作に近い脚本で『オズの魔法使』として映画化された。大成功を収め、アカデミー賞においてアカデミー歌曲賞およびアカデミー作曲賞を受賞し、毎年テレビ放送もされるようになった。
何度もミュージカル化されているが、映画使用楽曲を用いているのは2作品のみであった。1945年、フランク・ガブリエルソンが脚本を担当し、セントルイス・ミュニシパル・オペラが『オズの魔法使い (1945年のミュージカル)』を上演した。小説を基にしているが、映画版の影響も受けている。音楽のほとんどが映画で使用されたものであった。1987年、ロイヤル・シェイクスピア・カンパニーが映画の曲のほとんどを使用し、ジョン・ケイン脚本による、より映画版に近い『オズの魔法使い (1987年のミュージカル)』を上演した。どちらも成功を収め、アメリカ、イギリス双方で何度も再演されている。

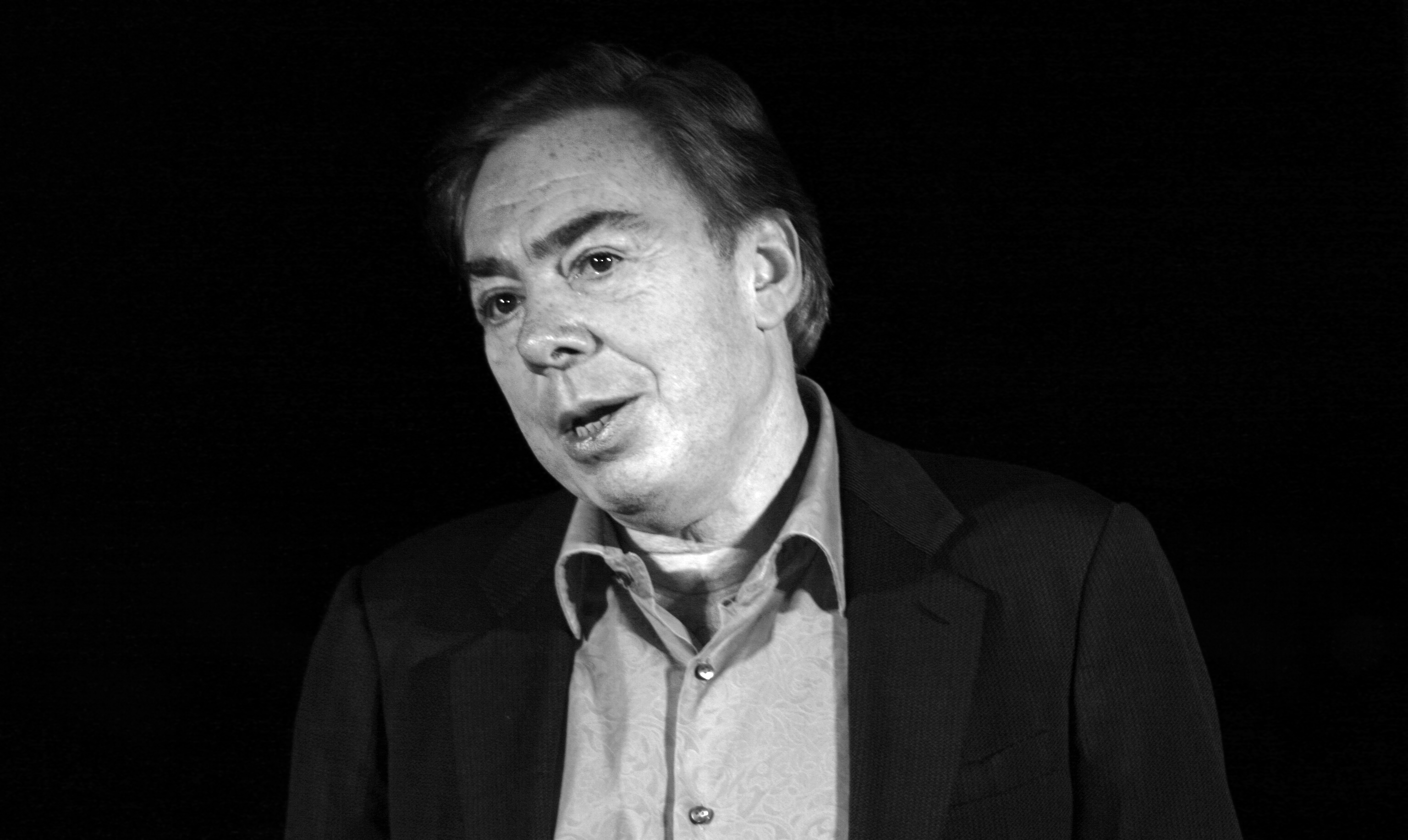
アンドルー・ロイド・ウェバー

本作はアンドルー・ロイド・ウェバーにとって18作目のミュージカルとなった。1965年、『The Likes of Us 』でウェバーはティム・ライスと初めてコラボレートしていた。2作目となる『ヨセフ・アンド・ザ・アメージング・テクニカラー・ドリームコート』、のちにヒット・ミュージカルとなる『ジーザス・クライスト・スーパースター』と『エビータ』のコンセプト・アルバムへと続いた。以降、エリザベス2世生誕60周年でのスペシャル・コラボレーション以外、1986年の『Cricket 』までそれぞれが他の者とコラボレートしていた。
『オズの魔法使い』開幕にあたり、ライスとウェバーにとってウエスト・エンドでの上演は30年以上ぶりとなった。ウェバーと演出家のジェレミー・サムズは1939年の映画版を基にミュージカルを製作し、ライスとウェバーは映画の使用楽曲に新曲を加えた。2010年、ウェバーは『デイリー・メイル』紙に「映画版をミュージカル化するにあたり、映画版では2人の魔女が歌っていないなど曲の追加が必要だと考えた」とし、「ティムと私は解決方法を知っていた」と語った。

## プロダクション
2011年、ウエスト・エンドにあるロンドン・パラディウムにて、2月7日に開幕したプレビュー公演の後、3月1日に正式に開幕した。リアリティ番組『Over the Rainbow 』で選ばれたダニエル・ホープがドロシー役を務め、タイトル・ロールの魔法使い役にはマイケル・クロフォードが配役された。『Over the Rainbow 』で準優勝であったソフィ・エヴァンズが火曜の夜公演およびホープの病欠および休暇の際に出演した。西の悪い魔女役にはハンナ・ワディンガムが配役され、2011年9月、代役であったマリアン・ベネディクトに交代した。2012年2月5日、ホープとクロフォードが降板した。2012年2月、エヴァンズがホープの後任でドロシー役本役となった。14週間、魔法使い役はラッセル・グラントが務め、2012年5月から閉幕までデス・オコナーが配役された。
ウェバーとビル・ケンライトがプロデュース、ジェレミー・サムズが演出、アーリーン・フィリップスが振付、ロバート・ジョーンズが装置および衣裳を担当した。前売りで1千万ポンド売り上げた。2012年5月9日、500回上演記念を迎え、9月2日に閉幕した。
2012年秋、カナダでダリン・ジョーンズ司会による『Over the Rainbow 』が放送され、マーヴィッシュ・プロダクションによるトロント公演のドロシー役のオーデイションが行なわれた。2012年11月5日、視聴者投票によりウインザー大学の20歳の大学生ダニエル・ウエイドが優勝し、ステファニー・ラ・ロシェルが準優勝となった。2012年12月20日、エド・マーヴィッシュ・シアターでプレビュー公演が開幕し、2013年1月13日、正式に開幕した。魔法使い役はセドリック・スミス、西の悪い魔女役にリサ・ホーマー、ブリキ男役にマイク・ジャクソン、臆病なライオン役にリー・マクドゥーガル、カカシ役にジェイミー・マクナイト、グリンダ役にロビン・エヴァン・ウィリスと全てカナダ人俳優が配役された。2013年8月18日、のべ50万人が観劇したのち閉幕した。
2013年9月10日、ネバダ州ラスベガスにあるスミス・センターにて、西の悪い魔女役がジャクリン・パイロ・ドノヴァンに交代した以外は全てオリジナル・カナダ・キャストにより北米ツアー公演が開幕した。2014年6月29日、デトロイト・オペラ・ハウスで閉幕した。
2017年11月4日、クイーンズランド州ブリスベンにあるクイーンズランド・パフォーミング・アーツ・センターのリリック・シアターでオーストラリア・ツアー公演が開幕し、12月30日からシドニーにあるシドニー・キャピトル・シアターで1シーズン上演された。オズの大魔法使い役にアンソニー・ウォーロウ、北の良い魔女グリンダ役にルーシー・デュラック、西の悪い魔女役にジェマ・リックスが配役された。『ウィキッド』オーストラリア・プロダクションにおいてデュラックがグリンダ役、リックスがエルファバ役を演じていた。

## あらすじ
第1幕
10代前半のドロシー・ゲイルは誰も自分を理解してくれないと感じながらカンザス州の農場にエムおばさん、ヘンリーおじさん、犬のトトと共に暮らしている ("Nobody Understands Me")。不機嫌なミス・ガルチはトトに足を噛まれたとして保安官を呼ぶと脅す。ドロシーはより良いどこかに出て行きたいと考える ("Over the Rainbow")。ドロシーは農場から逃げ出し、なんでも知っているマーベル教授に会いに行く ("The Wonders of the World") 。竜巻がやってきて、ドロシーは急いで帰宅する。家の中でドロシーはベッドの角に頭を強打してしまう。竜巻が家を吹き飛ばす。
オズに降り立つと、家が東の悪い魔女を押しつぶしている。北の良い魔女グリンダはドロシーに挨拶し、この場所について説明する。グリンダはマンチキンたちに出てくるよう呼ぶ。小人のマンチキンたちは自分たちを困らせる魔女が亡くなったことに大喜びし、ドロシーとトトを歓迎する ("Ding Dong the Witch is Dead"; "We Welcome You to Munchkin Land")。グリンダはドロシーに、亡くなった魔女が履いていた魔法の赤い靴を贈る。このことが東の悪い魔女と姉妹の西の悪い魔女の怒りを買う。グリンダはドロシーにオズの魔法使いが帰宅の手伝いをしてくれると語り、オズの魔法使いの居場所を教える ("Follow the Yellow Brick Road")。ドロシーはオズの大魔法使いに会いにエメラルド・シティに向かう ("You’re Off to See the Wizard")。
道中ドロシーは、頭に詰め物しか入っていないことが不満なカカシと出会う ("If I Only Had a Brain")。ドロシーは魔法使いがカカシを助けてくれるかもしれないと同行を提案する ("We’re Off to See the Wizard")。2人は、胴体が空っぽなことが不満なブリキ男と出会い ("If I Only Had a Heart")、同行を提案する。西の悪い魔女はドロシーが赤い靴を渡さなければカカシに火をつけると脅すが、ドロシーは拒否する。暗い森の中3人は、自分の尻尾を恐れるとても臆病なライオンと出会う ("If I Only Had the Nerve")。ライオンもエメラルド・シティを目指す一行に参加する。
光がさしてきて、4人はさらなる障害に直面する。悪い魔女が広い野原に咲くケシに魔法をかけ、ドロシーとライオンを眠らせる。グリンダは魔法を溶くため雪を降らせ、4人は旅を続けることができる ("Optimistic Voices")。エメラルド・シティに到着すると、ドロシーたちは門番に入れてくれるよう頼む。4人は大歓迎され、魔法使いに会うため身なりを整える ("The Merry Old Land of Oz")。赤い靴を手に入れられず怒りが収まらない悪い魔女がエメラルド・シティに降り立ちさらに脅迫する。4人とトトは魔法使いの部屋に入る。オズの大魔法使いは胴体がなく、おどろおどろしい頭部だけで、こちらの望みを聞けば願いを叶えると語る。オズの魔法使いは西の悪い魔女のほうきの柄を要求する。
第2幕
西の悪い魔女の住む城へ向かう途中の森の中、4人はいかにほうきの柄を手に入れるかを相談する ("We Went to See the Wizard")。4人はウィンキーの一団から身を隠す ("March of the Winkies")。西の悪い魔女の城では、ドロシーとトトを捕まえ城に連れて来させるため飛ぶ猿を送る ("Red Shoes Blues")。魔女はドロシーを捕らえ、1時間以内に赤い靴を渡さないと殺すと脅す ("Red Shoes Blues" (reprise))。ドロシーはかつてないほどに帰宅を切望する ("Over the Rainbow" (reprise))。カカシ、ブリキ男、ライオンはいかにしてドロシーを魔女の城から助け出すか話し合う ("If We Only Had a Plan")。3人はウィンキーに変装して城に忍び込む ("March of the Winkies" (reprise))。魔女とドロシーを見つけるが、魔女に見つかりカカシが攻撃される。ウィンキーが持っていたバケツの水をドロシーが魔女にかけると溶けだす。ウィンキーは城から自由になって喜ぶ ("Hail – Hail! The Witch is Dead")。
ドロシーら一行はほうきの柄を持って魔法使いのもとに戻る。トトにより、魔法使いのおどろおどろしい顔はイリュージョンであり、魔法使いは普通の男性だとばれる。それでも彼はカカシに脳を、ブリキ男に心を、ライオンに勇気を与えるが、それらはすでに持っているものであった。彼は気球でカンザスにドロシーを連れて行くと語り、カカシにオズの総理大臣職を、ブリキ男とライオンに大臣職を与える ("You Went to See the Wizard")。気球が飛び立つ直前、トトが群衆の中に逃げ出し、追いかけたドロシーは気球において行かれる。グリンダが現れ、ドロシーとトトには自力で帰宅できる力を持っていると語る ("Already Home")。ドロシーは皆に別れを告げ、「お家が一番」と唱えながらかかとを3回合わせる。
カンザスに戻ると、エムおばさんとヘンリーおじさんはドロシーは頭を強打し数日意識を失っていたと語る。ドロシーはオズでの冒険は夢ではなく本当だと主張するが、家にいることをとても幸せに感じる。エムおばさんとヘンリーおじさんはドロシーを寝室に休め退室する。強風が吹き込み棚の扉がひらくとそこには赤い靴が置いてあった。

## 登場人物およびオリジナル・キャスト
- オズの魔法使い/マーベル教授 – マイケル・クロフォード
- ドロシー・ゲイル – ダニエル・ホープ
- ドロシー代役 – ソフィ・エヴァンズ
- カカシ/ハンク – ポール・キーティング
- ブリキ男/ヒッコリー – エドワード・ベイカー・デュリー
- 臆病なライオン/ジーク – デイヴィッド・ガンリー
- 西の悪い魔女/ミス・ガルチ – ハンナ・ワディンガム
- 良い魔女グリンダ – エミリー・ティアニー
- エムおばさん/マンチキン・バリスター – ヘレン・ウォルシュ[32]
- ヘンリーおじさん/フィリップ/ヘッド・ガード – スティーブン・スコット[32]
- トト – ウエスト・ハイランド・ホワイト・テリア4匹が交代で演じた[33][34]

## 使用楽曲
1939年の映画版で使用されたハロルド・アーレンとエドガー・イップ・ハーバーグの曲が多く使用されている。マーベル教授の『"The Wonders of the World" 』、西の悪い魔女の『"Red Shoes Blues" 』、魔法使いの『"Bring Me the Broomstick" 』、『"Farewell to Oz" 』、ドロシーの『"Nobody Understands Me" 』などの新曲がウェバーとライスにより追加された。映画で使用され、本作に使用されなかったのは『"If I Were King of the Forest" 』、『’’The Jitterbug’’ 』である。
| 第1幕 - "Overture" – オーケストラ、アンサンブル - "Nobody Understands Me"* – ドロシー, エムおばさん, ヘンリーおじさん, ハンク, ヒッコリー, ジーク、ミス・ガルチ - 虹の彼方に "Over the Rainbow" – ドロシー - "The Wonders of the World"* – マーベル教授 - "The Twister" – オーケストラ - Munchkinland Sequence: "Come Out, Come Out ... Ding! Dong! The Witch is Dead ... We Welcome You to Munchkinland" – グリンダ, ドロシー、マンチキン - "Follow the Yellow Brick Road" – グリンダ, ドロシー、マンチキン - "If I Only Had a Brain" – カカシ、ドロシー - "We're Off to See the Wizard" – ドロシー、カカシ - "If I Only Had a Heart" – ブリキ男 - "If I Only Had the Nerve" – ライオン - "Optimistic Voices" – ドロシー, ライオン, カカシ, ブリキ男、アンサンブル - "The Merry Old Land of Oz" – カンパニー - "Bring Me the Broomstick"* – 魔法使い | 第2幕 - Entr'acte – オーケストラ - "We Went to See the Wizard"** – ドロシー, カカシ, ブリキ男、ライオン - "March of the Winkies" – アンサンブル - "Red Shoes Blues"* – 西の悪い魔女、ウィンキーたち - "Over the Rainbow" (reprise)** – ドロシー - "If We Only Had a Plan"** – ライオン, ブリキ男、カカシ - "March of the Winkies" (reprise) – アンサンブル, ブリキ男, カカシ、ライオン - "Hail – Hail! The Witch is Dead" – アンサンブル - "You Went to See the Wizard"** – 魔法使い - "Farewell to Oz"* – 魔法使い - "Already Home"* – グリンダ, ドロシー、アンサンブル - Finale – ドロシー、カンパニー |

* ライスおよびウェバーによる新曲
** ライスによる新たな歌詞

## キャスト・アルバム
2011年5月9日、オリジナル・プロダクションによるキャスト・アルバムがCDおよびデジタル配信でリリースされた。

## 評価
開幕公演では賛否両論であったが、デザイン関連、特殊効果、出演者、特にワディンガムの演技が称賛された。

## 受賞歴

### オリジナル・ウエスト・エンド・プロダクション
| 年     | 賞                                          | 部門                   | ノミネート者           | 結果       | 脚注   |
| ------ | ------------------------------------------- | ---------------------- | ---------------------- | ---------- | ------ |
| 2012年 | ローレンス・オリヴィエ賞                    | 再演ミュージカル作品賞 | 再演ミュージカル作品賞 | ノミネート | [ 38 ] |
| 2012年 | Whatsonstage.com Theatergoers Choice Awards | 再演ミュージカル作品賞 | 再演ミュージカル作品賞 | 受賞       | [ 39 ] |
| 2012年 | Whatsonstage.com Theatergoers Choice Awards | ミュージカル助演女優賞 | ハンナ・ワディンガム   | 受賞       | [ 39 ] |
| 2012年 | Whatsonstage.com Theatergoers Choice Awards | 新人賞                 | ダニエル・ホープ       | ノミネート | [ 39 ] |
| 2012年 | Whatsonstage.com Theatergoers Choice Awards | 装置デザイン賞         | ロバート・ジョーンズ   | ノミネート | [ 39 ] |

### オリジナル・トロント・プロダクション
| 年     | 賞          | 部門             | ノミネート者       | 結果       | 脚注   |
| ------ | ----------- | ---------------- | ------------------ | ---------- | ------ |
| 2013年 | Dora Awards | プロダクション賞 | プロダクション賞   | ノミネート | [ 40 ] |
| 2013年 | Dora Awards | 女優賞           | リサ・ホーナー     | 受賞       | [ 40 ] |
| 2013年 | Dora Awards | 男優賞           | セドリック・スミス | ノミネート | [ 40 ] |
| 2013年 | Dora Awards | アンサンブル賞   | 出演者             | ノミネート | [ 40 ] |